# Concrete and Gold
Concrete and Gold — дев'ятий студійний альбом американського гурту Foo Fighters, випущений 15 вересня 2017 року лейблами Roswell і RCA Records. Це перша робота гурту, спродюсована разом з Грегом Курстіном. Описаний гуртом як альбом, де «крайнощі хардроку стикаються з чутливістю попмузики», Concrete and Gold відображає бачення майбутнього Сполучених Штатів з погляду фронтмена та головного автора пісень Дейва Ґрола. Напружена атмосфера навколо виборів 2016 року у США і президентство Дональда Трампа були ключовими факторами, що вплинули на нього. Протиставлення є центральним мотивом як у ліриці, так і в музиці, причому Ґрол описує загальну тему альбому як «надію і відчай».
Написання та запис альбому Concrete and Gold розпочалися наприкінці 2016 року, після того як Ґрол завершив шестимісячну перерву в музичній діяльності, відновлюючись після травми, отриманої під час світового турне Sonic Highways World Tour. Гурт працював над дванадцятьма-тринадцятьма піснями, задуманими Ґролом, і запросив на допомогу Курстіна — поп-продюсера, який раніше не працював над записом важкої рок-музики. Студія, яку гурт обрав для запису Concrete and Gold, EastWest Studios у Голлівуді, сприяла співпраці з іншими артистами, які також там працювали, зокрема Шоном Стокманом з Boyz II Men, Джастіном Тімберлейком та Полом Маккартні. Це перший студійний альбом Foo Fighters, у якому клавішник Рамі Джаффі, що тривалий час був сесійним і гастрольним музикантом, став постійним учасником гурту.
Concrete and Gold отримав позитивні відгуки музичних критиків, які відзначили розширене звучання альбому як у музичному, так і в ліричному плані. Водночас деякі критики зауважили, що він не відходить далеко від музичного стилю попередніх робіт гурту. Альбом став другим у дискографії Foo Fighters, який дебютував на першому місці в Billboard 200. Крім того, він очолив національні чарти в дванадцяти країнах, зокрема у Великій Британії та в Австралії. Сингли з альбому також досягли успіху: «Run» та «The Sky Is a Neighborhood» посіли перше місце в чартах Billboard. На підтримку альбому гурт провів турне Concrete and Gold Tour.

## Список пісень
Автор музики Foo Fighters. 
| Список пісень альбому Concrete and Gold | Список пісень альбому Concrete and Gold | Список пісень альбому Concrete and Gold |
| #                                       | Назва                                   | Тривалість                              |
| --------------------------------------- | --------------------------------------- | --------------------------------------- |
| 1.                                      | «T-Shirt»                               | 1:22                                    |
| 2.                                      | «Run»                                   | 5:23                                    |
| 3.                                      | «Make It Right»                         | 4:39                                    |
| 4.                                      | «The Sky Is a Neighborhood»             | 4:04                                    |
| 5.                                      | «La Dee Da»                             | 4:02                                    |
| 6.                                      | «Dirty Water»                           | 5:20                                    |
| 7.                                      | «Arrows»                                | 4:26                                    |
| 8.                                      | «Happy Ever After (Zero Hour)»          | 3:41                                    |
| 9.                                      | «Sunday Rain»                           | 6:11                                    |
| 10.                                     | «The Line»                              | 3:38                                    |
| 11.                                     | «Concrete and Gold»                     | 5:31                                    |
| 48:21                                   |                                         |                                         |

## Учасники запису
Foo Fighters
- Дейв Ґрол — вокал (треки 1–8, 10, 11), гітара (1–7, 9–11), акустична гітара (8), перкусія (2, 8)
- Кріс Шифлетт — гітара (всі треки), перкусія (2, 8)
- Пет Смір — гітара (всі треки), перкусія (2, 8)
- Нейт Мендел — бас (всі треки), перкусія (2, 8)
- Тейлор Гокінс — барабани (треки 1–8, 10, 11), перкусія (2, 6, 8), вокал (9), бек-вокал (1, 3, 4, 7, 10)
- Рамі Джаффі — фортепіано (треки 1, 5, 10), синтезатор (1, 6, 9), мелотрон (2, 7, 10, 11), casio SK-1 (2), орган (2, 9), ударні (2, 8), орган фарфіса (3, 7), струнний ансамбль ARP (3), клавінет (5), Yamaha Reface CS (5), Wurlitzer (6, 9), вібрафон (7), гармоніум та фісгармонія (8), орган Гаммонда (10), синтезатор Муга (11)

## Чарти
| Чарт (2017)                                          | Найвища позиція |
| ---------------------------------------------------- | --------------- |
| Австралія Australian Albums (ARIA)                   | 1               |
| Австрія Austrian Albums (Ö3 Austria)                 | 1               |
| Бельгія Belgian Albums (Ultratop Flanders)           | 1               |
| Бельгія Belgian Albums (Ultratop Wallonia)           | 4               |
| Канада Canadian Albums (Billboard)                   | 1               |
| Чехія Czech Albums (ČNS IFPI)                        | 1               |
| Данія Danish Albums (Hitlisten)                      | 2               |
| Нідерланди Dutch Albums (MegaCharts)                 | 1               |
| Фінляндія Finnish Albums (Suomen virallinen lista)   | 3               |
| Франція French Albums (SNEP)                         | 14              |
| Німеччина German Albums (Offizielle Top 100)         | 2               |
| Greek Albums (IFPI)                                  | 6               |
| Угорщина Hungarian Albums (MAHASZ)                   | 6               |
| Ірландія Irish Albums (IRMA)                         | 1               |
| Італія Italian Albums (FIMI)                         | 2               |
| Мексика Mexican Albums (Top 100 Mexico)              | 13              |
| Нова Зеландія New Zealand Albums (Recorded Music NZ) | 1               |
| Норвегія Norwegian Albums (VG-lista)                 | 1               |
| Польща Polish Albums (ZPAV)                          | 5               |
| Португалія Portuguese Albums (AFP)                   | 2               |
| Шотландія Scottish Albums (OCC)                      | 1               |
| Slovak Albums (ČNS IFPI)                             | 9               |
| Іспанія Spanish Albums (PROMUSICAE)                  | 3               |
| Швеція Swedish Albums (Sverigetopplistan)            | 2               |
| Swiss Albums (Romandie)                              | 2               |
| Швейцарія Swiss Albums (Schweizer Hitparade)         | 1               |
| Велика Британія UK Albums (OCC)                      | 1               |
| США Billboard 200                                    | 1               |
| США Top Alternative Albums (Billboard)               | 1               |
| США Top Hard Rock Albums (Billboard)                 | 1               |
| США Top Rock Albums (Billboard)                      | 1               |

| Чарт (2017)                        | Позиція |
| ---------------------------------- | ------- |
| Australian Albums (ARIA)           | 17      |
| Austrian Albums (Ö3 Austria)       | 51      |
| Belgian Albums (Ultratop Flanders) | 34      |
| Belgian Albums (Ultratop Wallonia) | 115     |
| Dutch Albums (MegaCharts)          | 73      |
| German Albums (Offizielle Top 100) | 76      |
| Italian Albums (FIMI)              | 82      |
| New Zealand Albums (RMNZ)          | 22      |
| Swiss Albums (Schweizer Hitparade) | 47      |
| UK Albums (OCC)                    | 32      |
| US Billboard 200                   | 177     |
| US Top Rock Albums (Billboard)     | 29      |

| Чарт (2018)                    | Позиція |
| ------------------------------ | ------- |
| US Top Rock Albums (Billboard) | 89      |

## Сертифікації
| Регіон | Сертифікація | Продажі |
| --- | ------------ | ------- |
| Австралія (ARIA)                                                                                                 | Платиновий   | 70 000^ |
| Канада (Music Canada)                                                                                            | Золотий      | 50 000  |
| Італія (FIMI) | Золотий      | 25 000  |
| Нова Зеландія (RIANZ)                                                                                            | Золотий      | 7500^   |
| Польща (ZPAV) | Золотий      | 10 000  |
| Швейцарія (IFPI Switzerland)                                                                                     | Золотий      | 10 000  |
| Велика Британія (BPI)                                                                                            | Золотий      | 100 000 |
| ^відвантаження, що базуються лише на сертифікаціях · продажі+прослуховування, що базуються лише на сертифікаціях |              |         |